# Míra Holzbachová
Miroslava Holzbachová, používala varianty jména Míra a Mira (10. dubna 1901 Kroměříž – 18. května 1982 Praha) byla česká tanečnice, choreografka a novinářka.

## Život
Odmaturovala na státní reálce v Kroměříži a v 17 letech se s rodiči odstěhovala do Prahy. V letech 1919–1923 studovala herectví na dramatickém oddělení pražské konzervatoře, studovala také v Německu a Francii. Již během studia působila v Národním divadle. Ve 20. a 30. letech 20. století se řadila mezi čelné představitelky výrazového tance. Byla členkou Devětsilu, spoluzakládala Osvobozené divadlo. Založila moderní tělovýchovnou školu. V roce 1928 založila vlastní taneční skupinu Umělecké studio, kde vystupovala spolu se svými žačkami z tělovýchovné školy. Skupinu vedla až do roku 1937. Ráda tančila na rytmy tanga a charlestonu, ale i na drobná lyrická témata, tvořila také veselé obrazy, do nichž aranžovala zmechanizované úkony každodenního života. V roce 1933 spoluzakládala první profesionální dělnickou scénu Nové avantgardní divadlo, kde Holzbachová působila jako režisérka, choreografka a scénografka.
Během španělské občanské války byla členkou Interbrigád a přispívala jako dopisovatelka do Haló novin. V letech 1939–1946 působila v USA, kde studovala tance a kulturu indiánských kmenů, tančila pod pseudonymem Miss Slavonica a učila na taneční škole Free School.
V roce 1946 se vrátila do Československa a oznámila své členství v KSČ i svůj kladný postoj k této straně. Před volbami 1946 podepsala prokomunistické „Májové poselství kulturních pracovníků českému lidu!“. V únoru 1948 podepsala na podporu komunistického převratu  veřejnou výzvu Kupředu, zpátky ni krok!
Do roku 1948 pracovala na ministerstvu kultury, poté řídla organizaci Umění lidu. Od roku 1948 pracovala jako choreografka Armádního uměleckého souboru Víta Nejedlého. Poté pořádala kurzy lidové tvořivosti. Zemřela v roce 1982 v Praze.

## Divadelní role, výběr
- 1926 Moliere: Cirkus Dandin, Anděla, Osvobozené divadlo, režie Jiří Frejka

## Filmografie
- 1921 Děvčata, vdávejte se!
- 1926 Řina